# Urbano de Macedonia
Urbano de Macedonia fue uno de los Setenta discípulos que salen citados en el Nuevo testamento. Es venerado como santo en toda la cristiandad. Junto con otros (Ampliato, Estaquio, Narciso de Atenas, Apeles de Heraclion u Aristóbulo), ayudó Andrés el Apóstol en su apostolado. Andrés ordenó a Urbano como obispo de la provincia romana de Macedonia, donde murió mártir hacia el final del siglo I. Es venerado como santo en toda la cristiandad; en las iglesias orientales se celebra el 4 de enero y 31 de octubre, y los occidentales el 13 de julio).